# Emil Kaim (Politiker)

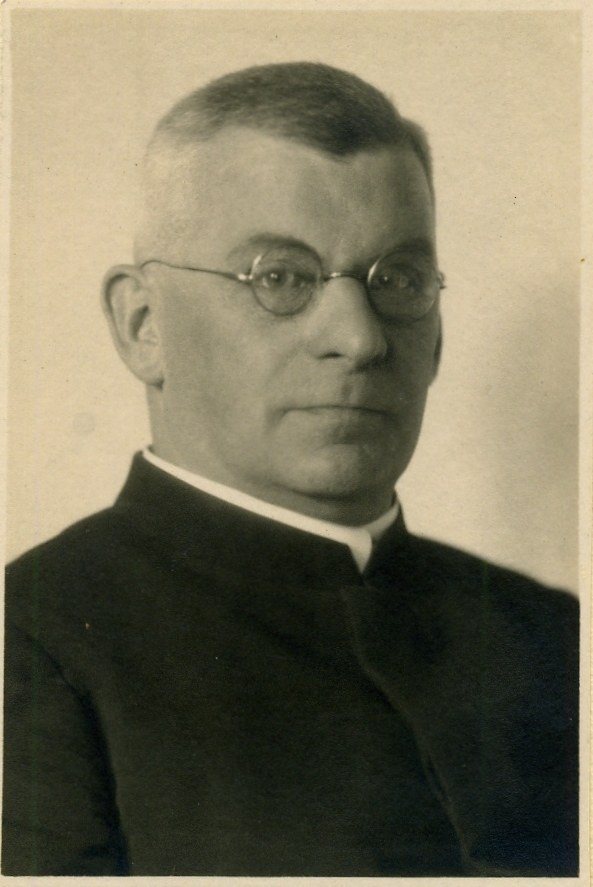
Emil Kaim, ca. 1910/20

Heinrich Emil Kaim (* 23. Januar 1873 in Schelklingen; † 9. Mai 1949 in Untermarchtal) war ein katholischer Priester, Domkapitular, Zentrumspolitiker und württembergischer Landtagsabgeordneter.

## Leben
Kaim war der Sohn des Schullehrers in Schelklingen Heinrich Kaim (1834–1878) und dessen Ehefrau Emilie Scheitenberger (1842–1932), einer Tochter des langjährigen Stadtschultheißen von Schelklingen Philipp Scheitenberger. Sein Großvater Heinrich Kaim (1792–1874) war Musterlehrer in Schelklingen und Gründer des dortigen Liederkranzes. Adolf Kaim, ein Bruder von Emil Kaim, wurde ebenfalls Lehrer und wirkte in Biberach außerdem als Komponist und Musiker. Emil Kaim wuchs daher in einer bildungsnahen Familie auf, welche starke musikalische Neigungen entfaltete.
Emil Kaim studierte von 1889 bis 1893 katholische Theologie an der Universität Tübingen und war Zögling des Wilhelmsstifts. Nach dem Studium erhielt er am 17. Juli 1894 die Ordination, promovierte sich anschließend zum Dr. theol., war von 1894 bis 1900 Vikar in Stuttgart, von 1900 bis 1908 Kaplan in Rottenburg. Seine erste feste Stelle bezog er im Juli 1908 als Stadtpfarrer in Cannstatt, auf welcher er bis September 1927 blieb. Anschließend seit dem 17. September 1927 wirkte Kaim als Domkapitular in Rottenburg. Nach seinem Übertritt in den Ruhestand am 1. Juni 1941 zog er sich in das Kloster Untermarchtal zurück, wo er am 9. Mai 1949 verstarb.
Emil Kaim war politisch aktiv als Mitglied der katholischen Zentrumspartei und württembergischer Landtagsabgeordneter von 1928 bis zum 18. Juli 1933, als er gemäß Reichskonkordat auf sein Mandat Verzicht leisten musste.
Emil Kaim war auch schriftstellerisch aktiv und verfasste eine Anzahl theologischer Werke, darunter eine mehrbändige Predigtsammlung.
Er war Ehrenmitglied der katholischen Studentenverbindung KStV Alamannia Tübingen.

## Werke
- Die katholische Gemeinde in Cannstatt. 1912.
- Alles wird geheiligt durch Gottes Wort. 9 Bde. 1921ff.
- Samuel. 2. Aufl. 1921.
- Die Anschaulichkeit auf der Kanzel. 1922.
- (Hrsg.) Paul Stiegeles Klosterbilder aus Italien. 1925.